# Silvestro Graziano
Silvestro Graziano (Troina, 7 febbraio 1885 – Roma, 1946) è stato un costituzionalista e politico italiano.
Fu Deputato del Regno d'Italia nella XXVI e nella XXVII legislatura.

## Biografia
È stato studioso di scienza politica e docente di diritto nell'università di Roma.

Durante le elezioni provinciali in Sicilia, il 24 giugno 1914, tiene una conferenza in linea con le idee sostenute da Napoleone Colajanni sulla necessità di risolvere la questione meridionale come condizione per lo sviluppo della democrazia italiana e «sulla proposta di riforma tributaria nel Mezzogiorno».

Nel 1920 fonda e dirige a Roma la rivista di diritto e politica La Sintesi (1920-22), attorno al quale collaborarono personalità del mondo universitario e politico, di estrazione liberale democratica (Giuseppe Cimbali, Giorgio Del Vecchio, Guido Sensini, Giuseppe Mazzarella, Sergio Panunzio, Armando Lodolini, Ettore Lombardo Pellegrino, Luciano Castelnuovo, Francesco De Luca, Rodolfo De Marsico, Salvatore Di Pisa, Liborio Granone, Francesco Ricci, Luigi Testa).

L'anno dopo Graziano viene eletto deputato di Catania per la XXVI legislatura (1921-23), nella lista «Partito del Lavoro» del deputato messinese Ettore Lombardo Pellegrino ; alla Camera si iscrive al gruppo della democrazia liberale.

Nel 1922 Graziano emerge intorno all'Università Mazziniana di Roma, fondata da Felice Albani, al vertice del quale vi era Felice Momigliano, dove si distinguono «insieme con qualche mazziniano puro, personalità chiaramente massoniche, partecipazioniste e parlamentariste, come Paolo Cantinelli, Decio Albini, Salvatore Barzilai, Ettore Ferrari, Innocenzo Cappa, Napoleone Colajanni, ecc.».

Viene rieletto per la XXVII legislatura (1924-29) tra i liberali della «Lista Bilancia» , capeggiata da Gaspare Ambrosini, Graziano e Francesco Bordonaro.
Massone, fu affilato alla loggia "Carlo Pisacane" di Roma, del Grande Oriente d'Italia, ne fu radiato il 28.3.1924 per essere entrato nel collegio di Catania con una "lista fiancheggiatrice appoggiata dal Partito Popolare".
Graziano assieme ai deputati siciliani come Ruggero Romano, già presidente nazionale dei mutilati e invalidi di guerra, Carlo Carnazza, direttore del Giornale dell'isola, Giuseppe Grassi-Voces, e numerosi fiancheggiatori, tra cui il conte Sapuppo, il giornalista Attilio Giusto (leader della associazione monarchica catanese «Benito Mussolini») aderirono ufficialmente al partito fascista.
Segnalato al Farinacci per «continua opera turbamento ordine pubblico» , tuttavia il suo nome non figura nella lista dei deputati che, nella seduta della Camera del 9 novembre 1926, furono dichiarati decaduti dal mandato per aver partecipato alla secessione antifascista detta dell’Aventino.

## Opere
- Silvestro Graziano, L'intervento della difesa nell'istruttoria penale: storia dottrina legislazione, Bologna, Zanichelli, [191.].
- Silvestro Graziano, La delinquenza dei minorenni: conferenza tenuta nel foyer del teatro Massimo Bellini dal socio avv. Silvestro Graziano, Catania, S. Di Mattei & c. (Unione femminile catanese, sezione dell'Unione femminile nazionale), 1911.
- Silvestro Graziano, La difesa penale nell'istruttoria: in rapporto alla scienza e al nuovo codice di procedura penale, Bologna, Zanichelli, 1912, 1913.
- Silvestro Graziano, La base giuridica del "Diritto processuale penale", Catania, Stab. Tip. del Popolo, 1913.
- Silvestro Graziano, La difesa penale nell'istruttoria in rapporto alla scienza e al nuovo codice di procedura penale, Bologna, Zanichelli, 1914.
- Silvestro Graziano, Il sindacato costituzionale, Roma, Casa Ed. E. Loescher e C., W. Regenberg, 1914 (Catania, S. Di Mattei e C.). (anche online: https://web.archive.org/web/20150610215811/http://documenti.camera.it/bpr/12861_testo_completo.pdf)
- Silvestro Graziano, La questione meridionale e l'autarchia amministrativa, Catania, Minerva, 1915.
- Silvestro Graziano, Lo stato giuridico: Critica (il metodo, le teorie e la realtà), Torino, in deposito presso Bocca editori, 1919 (Roma: Tip. Ed. Romana), vol.1.
- Silvestro Graziano, I delitti economici. 1° I giornali, Roma, Casa editrice «La Sintesi», 1920.
- Silvestro Graziano, Il Mezzogiorno e la politica nazionale («La Sintesi», Roma, Gennaio- Marzo 1920).
- Silvestro Graziano, Costituente e Costituzione; Il discorso di Togliatti ossia la revisione dei partiti politici, [Roma], Biblioteca di diritto e politica "La Sintesi", n. 1, 1944? (Roma: Arti grafiche Mengarelli).
- Silvestro Graziano, L'anarchia dei partiti politici, Roma, Biblioteca di diritto e politica "La Sintesi", n. 2, 1944?.